# Ty Conklin
Ty Curtis Conklin, né le 30 mars 1976 à Phoenix (Arizona), est un gardien de but professionnel américain de hockey sur glace.

## Carrière
Il commence sa carrière en junior dans l’United States Hockey League avec les Gamblers de Green Bay en 1995 avant de rejoindre deux saisons plus tard le championnat universitaire. Il évolue alors avec les Wildcats de l'Université du New Hampshire.
Au cours de l'été 2001, il signe un contrat avec les Oilers d'Edmonton de la Ligue nationale de hockey directement sans passer par l'étape traditionnelle de la draft. Il est alors assigné aux Bulldogs de Hamilton de la Ligue américaine de hockey, franchise affiliée conjointement aux Oilers et aux Canadiens de Montréal, mais il fait tout de même ses débuts au cours de la saison de la LNH avec Edmonton.
Au cours du lock-out 2004-2005 de la LNH, il part jouer en Europe pour l'équipe du championnat allemand de Wolfsburg Grizzly Adams. L'équipe disposant d'un vivier de quatre gardiens, il ne joue que onze matchs avec l'équipe.
Pour son retour dans la LNH, il partage le rôle de titulaire avec Jussi Markkanen mais au cours de la saison leur performance ne satisfaisant pas le directeur général des Oilers, Kevin Lowe, celui-ci décide de faire venir Dwayne Roloson en provenance du Wild du Minnesota. Lors du premier match de la finale de la Coupe Stanley 2006, Roloson se blesse en cours de match et Conklin est appelé pour le remplacer alors que le score est de 4 partout. Conklin va offrir le but de la victoire à Rod Brind'Amour des Hurricanes de la Caroline en voulant passer le palet à Jason Smith. La passe trop forte rebondit sur la crosse de Smith et finit dans la cour de Brind'Amour qui inscrit un but facile. Il ne jouera plus un seul match avec les Oilers.
Il signe au cours de l'été qui suit avec les Blue Jackets de Columbus et alors que tout laissait croire qu'il serait le gardien remplaçant, il est mis de côté au profit de Fredrik Norrena. Il rejoint alors la LAH et le Crunch de Syracuse. En février 2007, il rejoint les Sabres de Buffalo pour la fin de la saison.
Le 20 juillet, il signe pour 500 000 dollars un contrat d'un an à deux volets avec les Penguins de Pittsburgh mais barré par Marc-André Fleury et Dany Sabourin, il est affecté aux Penguins de Wilkes-Barre/Scranton de la LAH. Il fait ses débuts dans la LNH avec les Penguins le 11 décembre à la suite de la blessure de Fleury. Il entre en jeu alors que les Penguins sont menés 5-2 et va prendre trois buts de plus. Le 1er juillet 2008 il signe un contrat de un an avec les Red Wings de Détroit. Il fait de même le 1er juillet 2009 alors qu'il signe un contrat avec les Blues de Saint-Louis. Il reste le seul joueur et gardien de l'histoire de la LNH à avoir participé à 3 classiques hivernales dont avec les Oilers d'Edmonton contre les Canadiens de Montréal, les Penguins de Pittsburgh contre les Sabres de Buffalo et les Red Wings de Détroit contre les Blackhawks de Chicago.
Il annonce son retrait de la compétition au terme de la saison 2011-2012, puis devient le 12 juillet 2013 l'entraîneur du développement des gardiens de but pour les Blues de Saint-Louis.

## Carrière internationale
Il représente l'équipe des États-Unis lors du championnat du monde 2004. Il est également sélectionné pour la coupe du monde de 2004 mais ne joue pas un seul match. Il joue pour le championnat du monde 2005.

## Statistiques

### En club
| Saison     | Équipe                            | Ligue       |     | Saison régulière | Saison régulière | Saison régulière | Saison régulière | Saison régulière | Saison régulière | Saison régulière | Saison régulière | Saison régulière | Saison régulière |   | Séries éliminatoires | Séries éliminatoires | Séries éliminatoires | Séries éliminatoires | Séries éliminatoires | Séries éliminatoires | Séries éliminatoires | Séries éliminatoires | Séries éliminatoires |
| Saison     | Équipe                            | Ligue       | PJ  | V                | D                | Pr/N             | Min              | BC               | Moy              | % Arr            | Bl               | Pun              | PJ               | V | D                    | Min                  | BC                   | Moy                  | % Arr                | Bl                   | Pun                  |                      |                      |
| 1995-1996  | Gamblers de Green Bay             | USHL        | 30  |                  |                  |                  | 1 727            | 82               | 2,85             |                  | 1                |                  | -                | - | -                    | -                    | -                    | -                    | -                    | -                    |                      |                      |                      |
| 1996-1997  | Gamblers de Green Bay             | USHL        | 30  | 19               | 7                | 1                | 1 609            | 86               | 3,21             | 90,8             | 1                |                  | 17               | 8 | 9                    | 980                  | 56                   | 3,43                 |                      | 1                    |                      |                      |                      |
| 1998-1999  | Université du New Hampshire       | Hockey East | 22  | 18               | 3                | 1                | 1 338            | 41               | 1,84             |                  | 0                |                  | -                | - | -                    | -                    | -                    | -                    | -                    | -                    |                      |                      |                      |
| 1999-2000  | Université du New Hampshire       | Hockey East | 37  | 22               | 8                | 6                | 2 194            | 91               | 2,49             | 90,8             | 2                |                  | -                | - | -                    | -                    | -                    | -                    | -                    | -                    |                      |                      |                      |
| 2000-2001  | Université du New Hampshire       | Hockey East | 34  | 17               | 12               | 5                | 2 048            | 70               | 2,05             | 92,0             | 5                |                  | -                | - | -                    | -                    | -                    | -                    | -                    | -                    |                      |                      |                      |
| 2001-2002  | Oilers d'Edmonton                 | LNH         | 4   | 2                | 0                | 0                | 148              | 4                | 1,62             | 93,9             | 0                |                  | -                | - | -                    | -                    | -                    | -                    | -                    | -                    |                      |                      |                      |
| 2001-2002  | Bulldogs de Hamilton              | LAH         | 37  | 13               | 12               | 8                | 2 043            | 89               | 2,61             | 91,6             | 1                |                  | 7                | 4 | 2                    | 416                  | 18                   | 2,60                 | 91,7                 | 0                    |                      |                      |                      |
| 2002-2003  | Bulldogs de Hamilton              | LAH         | 38  | 19               | 13               | 3                | 2,140            | 91               | 2,55             | 91,4             | 4                |                  | 17               | 9 | 6                    | 1 024                | 38                   | 2,23                 | 93,3                 | 1                    |                      |                      |                      |
| 2003-2004  | Oilers d'Edmonton                 | LNH         | 39  | 17               | 14               | 4                | 2 086            | 84               | 2,42             | 91,2             | 1                |                  | -                | - | -                    | -                    | -                    | -                    | -                    | -                    |                      |                      |                      |
| 2004-2005  | EHC Wolfsburg Grizzly Adams       | DEL         | 11  |                  |                  |                  | 623              | 31               | 2,99             | 92,0             | 0                |                  | 7                |   |                      | 414                  | 11                   | 1,59                 | 94,6                 | 2                    |                      |                      |                      |
| 2005-2006  | Oilers d'Edmonton                 | LNH         | 18  | 8                | 5                | 1                | 922              | 43               | 2,80             | 88,0             | 1                |                  | 1                | 0 | 1                    | 6                    | 1                    | 10,00                | 66,7                 | 0                    |                      |                      |                      |
| 2005-2006  | Bulldogs de Hamilton              | LAH         | 3   | 1                | 2                | 0                | 152              | 8                | 3,17             | 90,7             | 0                |                  | -                | - | -                    | -                    | -                    | -                    | -                    | -                    |                      |                      |                      |
| 2005-2006  | Wolf Pack de Hartford             | LAH         | 2   | 1                | 0                | 1                | 130              | 5                | 2,31             | 93,2             | 0                |                  | -                | - | -                    | -                    | -                    | -                    | -                    | -                    |                      |                      |                      |
| 2006-2007  | Crunch de Syracuse                | LAH         | 19  | 3                | 12               | 3                | 1 085            | 60               | 3,32             | 90,2             | 0                |                  | -                | - | -                    | -                    | -                    | -                    | -                    | -                    |                      |                      |                      |
| 2006-2007  | Blue Jackets de Columbus          | LNH         | 11  | 2                | 3                | 2                | 491              | 27               | 3,30             | 87,1             | 0                |                  | -                | - | -                    | -                    | -                    | -                    | -                    | -                    |                      |                      |                      |
| 2006-2007  | Sabres de Buffalo                 | LNH         | 5   | 1                | 2                | 0                | 227              | 13               | 3,44             | 89,2             | 0                |                  | -                | - | -                    | -                    | -                    | -                    | -                    | -                    |                      |                      |                      |
| 2007-2008  | Penguins de Wilkes-Barre/Scranton | LAH         | 18  | 11               | 7                | 0                | 1 058            | 39               | 2,21             | 91,9             | 2                |                  | -                | - | -                    | -                    | -                    | -                    | -                    | -                    |                      |                      |                      |
| 2007-2008  | Penguins de Pittsburgh            | LNH         | 33  | 18               | 8                | 5                | 1 866            | 78               | 2,51             | 92,3             | 2                |                  | -                | - | -                    | -                    | -                    | -                    | -                    | -                    |                      |                      |                      |
| 2008-2009  | Red Wings de Détroit              | LNH         | 40  | 25               | 11               | 2                | 2 246            | 94               | 2,51             | 90,9             | 6                |                  | 1                | 0 | 0                    | 20                   | 0                    | 0,00                 | 100                  | 0                    |                      |                      |                      |
| 2009-2010  | Blues de Saint-Louis              | LNH         | 26  | 10               | 10               | 2                | 1 451            | 60               | 2,48             | 92,1             | 4                |                  | -                | - | -                    | -                    | -                    | -                    | -                    | -                    |                      |                      |                      |
| 2010-2011  | Blues de Saint-Louis              | LNH         | 25  | 8                | 8                | 4                | 1 285            | 69               | 3,22             | 88,1             | 2                |                  | -                | - | -                    | -                    | -                    | -                    | -                    | -                    |                      |                      |                      |
| 2011-2012  | Red Wings de Détroit              | LNH         | 15  | 5                | 6                | 1                | 805              | 44               | 3,28             | 88,4             | 1                |                  | -                | - | -                    | -                    | -                    | -                    | -                    | -                    |                      |                      |                      |
| 2011-2012  | Griffins de Grand Rapids          | LAH         | 12  | 8                | 4                | 0                | 725              | 29               | 2,40             | 91,5             | 0                |                  | -                | - | -                    | -                    | -                    | -                    | -                    | -                    |                      |                      |                      |
| Totaux LNH | Totaux LNH                        | Totaux LNH  | 216 | 96               | 67               | 21               | 11 527           | 516              | 2,69             | 90,6             | 17               |                  | 2                | 0 | 1                    | 25                   | 1                    | 2,38                 | 91,7                 | 0                    |                      |                      |                      |